# 奧格爾索普縣 (喬治亞州)
奧格爾索普縣（英語：Oglethorpe County）是美国喬治亞州北部的一個縣，面積1,145平方公里。根据2020年美國人口普查，共有人口14,825人。縣治勒星頓（Lexington）。該縣成立於1793年12月19日，縣名紀念喬治亞殖民地的創建者詹姆斯·愛德華·奧格爾索普（James Edward Oglethorpe）。